# بو بورتر
بو بورتر (بالإنجليزية: Bo Porter)‏ هو لاعب كرة قاعدة أمريكي، ولد في 5 يوليو 1972 في نيوآرك في الولايات المتحدة.

## وصلات خارجية
- بو بورتر على موقع دوري كرة القاعدة الرئيسي (الإنجليزية)
- بو بورتر على موقعبيزبول رفرنس.كوم (الدوري الرئيسي) (الإنجليزية)
- بو بورتر على موقعبيزبول رفرنس.كوم (الدوري الثانوي) (الإنجليزية)
- بو بورتر على موقع إي إس بي إن.كوم (أم.أل.بي) (الإنجليزية)
- بو بورتر على موقع مشجعي الرسوم البيانية (الإنجليزية)